# لي بودري
لي بودري (بالإنجليزية: Le Boudri)‏ هو أحد جبال سلسلة جبال الألب بينيني وجزء من القمة الأم هيرشورن يقع في كانتون فاليز، سويسرا. يبلغ ارتفاع الجبل حوالي 3070 متر، بينما يبلغ ارتفاع نتوء الجبل 100 متر.